# Philotheria gorgo
Philotheria gorgo är en insektsart som beskrevs av Ronald Gordon Fennah 1958. Philotheria gorgo ingår i släktet Philotheria och familjen Dictyopharidae. Inga underarter finns listade i Catalogue of Life.